# Murphy Trail and Bridge
 (mars 2020).
Pour les articles homonymes, voir Murphy.
Le Murphy Trail and Bridge est un sentier de randonnée américain dans le comté de San Juan, dans l'Utah. Protégé au sein du parc national des Canyonlands, il est inscrit au Registre national des lieux historiques depuis le 7 octobre 1988.